# Codo Technologies
Codo Technologies (también conocida como Codotech) era una empresa desarrolladora de videojuegos, fundada en 2001 por exdirectivos de Mythos Games, entre ellos Julian Gollop.
Codo Technologies desarrolló 2 juegos:
- Laser Squad Nemesis (2002): un juego de combate táctico por turnos para PC.
- Rebelstar: Tactical Command (2005): un RPG para la Game Boy Advance de Nintendo.

En 2010 cerró su página web y dejó de funcionar la compañía 
- Datos: Q4036368